# كريستيان يونسن
كريستيان يونسن هو مدرب كرة قدم ولاعب كرة قدم نرويجي في مركز الهجوم، ولد في 10 يونيو 1977. شارك مع منتخب النرويج تحت 21 سنة لكرة القدم. أما مع النوادي، فقد لعب مع نادي أوربرو.

## وصلات خارجية
- كريستيان يونسن على موقع اتحاد النرويج (النرويجية)
- كريستيان يونسن على موقع قاعدة بيانات كرة القدم.إي يو (الإنجليزية)